# Mamoun Tahiri
Pour les articles homonymes, voir Tahiri.
Mamoun Tahiri, né en 1929 à Fès et décédé le 20 avril 2009 est un haut fonctionnaire et responsable politique marocain.
Il a été Secrétaire d’État chargé des Finances de novembre 1963 jusqu'à aout 1964 sous le Gouvernement Ahmed Bahnini. Il a par la suite été Ministre des Finances sous le Gouvernement Mohamed Benhima.

## Parcours
Il est issu d'une famille de la bourgeoise fassie. Il est par sa grand-mère maternelle l'arrière-petit-fils du grand vizir Jamaï (sous Hassan Ier).
En 1935, il est inscrit à l'école française de Fès, ce que sa famille paternelle n'apprécia guère,
il fut alors inscrit au M'sid (école coranique) puis à l'école des notables.
En 1940, il est inscrit au lycée Moulay-Driss. Il part en France et obtient un diplôme en droit à Paris puis un diplôme de École supérieure de commerce de Paris. Il passe le concours de l'inspection générale des régies financières du Quai d'Orsay.
En 1953, Il rentre au Maroc où il est affecté à la direction générale des Domaines à Rabat, son directeur était un certain Monsieur Baron.
Mohammed V exilé, il donne sa démission et s'installe comme avocat à Kénitra dans le cabinet de Mr Fontanelle, communiste et combattant contre les "Croix de fer" qui représentaient l'extrême droite au Maroc, avant d'être appelé en 1956 au cabinet de Ahmed Réda Guédira qui était ministre du tourisme. Il devient après directeur de cabinet sous Abdellah Chefchaouni, mais c'est sous Abderrahim Bouabid, alors Ministre des Finances, qu'il obtient sa première grande responsabilité. Il devient en 1959 le directeur de la Caisse de dépôt et de gestion (CDG).
C'est ainsi qu'il en assumera la direction jusqu'en 1965.